# 黃文雄 (人權活動家)
黃文雄（英語：Peter Huang，1937年10月2日—），1970年發生在美國紐約市的「四二四刺蔣案」的主角，並為中華民國政府海外黑名單解禁的最後一人。曾任台灣人權促進會會長、國際特赦組織台灣總會理事長、台灣促進和平文教基金會董事長；亦曾任中華民國總統府國策顧問，專門負責和人權有關的議題。現任台灣人權促進會顧問，著力於推動人權教育及與人權議題相關之臺灣社會運動。

## 早年經歷
黃文雄生於日治臺灣新竹州西門的林家大厝，外公是歷史名人林占梅的後代，父親則擔任過新竹自來水廠廠長。1960年代，黃文雄的公務員父親因受牽連被捕。
黃文雄自新竹中學畢業後，考上國立政治大學新聞學系，當時就常問老師《中華民國憲法》第二章「人民權利與義務」中基本人權保障和戒嚴時期現實常見矛盾的相關問題。服兵役時駐在馬祖外島「東犬島」（即東莒島），退伍後於1963年曾就讀政大新聞研究所一年，1964年獲得美國匹茲堡大學獎學金，到該校社會學研究所就讀，取得碩士後於1966年轉至康乃爾大學社會學研究所博士班，活躍於當時美國的反戰運動及學生運動。
關於黄文雄早年的事蹟並無太多紀錄，但大概能知道黃文雄是一個靦腆內向的人。曾任台灣獨立建國聯盟紐約支部支部長的吳木盛，在其自傳中這樣回憶他當時所認識的黃文雄：
|  | 黃長得很帥，又瀟灑，又浪漫，還有一只不離嘴的煙斗，加上那嬝嬝而上的黑煙，使人感覺他是用詩寫成的一個人。黃很恬靜，我記憶裡沒有他講過話的印象，他的聲音與聲調到現在對我而言還是陌生的。 |

## 四二四刺蔣案
1970年4月18日，蔣介石的兒子、時任行政院副院長的蔣經國應美國國務卿羅吉斯之邀，赴美做為期十天的訪問，以爭取美國政府對中華民國政府的援助。
在4月4日紐約時報披露蔣經國即將訪美的消息後，鄭自才（1936-，時年33歲，國立成功大學建築學系畢、卡內基美隆大學碩士、任職於紐約知名建築師Marcel Brueuer事務所）、時年32歲的黃文雄、黃晴美（1939~2018，時年30歲，黃文雄妹、新竹女中及國立臺灣師範大學英語學系畢、匹茲堡大學社會系研究所肄業、鄭自才妻）等台獨聯盟盟員決定以刺殺蔣經國來向國際社會表達自己的心聲。黃文雄認為自己未婚、較無家累牽掛，因此自願負責開槍。黃文雄在馬祖當預備軍官排長時練過射擊槍法，鄭自才於17日取得手槍後與黃文雄於19日在長島海邊空曠處矮樹叢練槍、場勘、現場行動等均僅黃家兄妹與鄭自才參與，被鄭稱為「黃鄭兩家的除暴行動」。
當蔣經國抵達洛杉磯、華盛頓等地時，台獨聯盟成員都舉行反蔣示威，並散發傳單。
4月24日，蔣經國到紐約市廣場飯店，紐約區的台獨盟員再度舉行第四度示威遊行。近中午時分，蔣經國的座車駛到廣場飯店參加美東工商協會的餐會。他在美國警察與其隨扈的護衛下登上石階，走向飯店旋轉門門口。黃文雄在旅館正門的東南角從將槍藏在自己皮包裡的妹妹黃晴美處取得手槍，發現無人守衛走廊，就靜靜地朝旋轉門走過去。近中午時分，蔣經國的座車駛抵廣場飯店參加美東工商協會的餐會，蔣經國在隨扈與美國警察的護衛下登上石階、走向飯店旋轉門門口。就在此時，黃文雄鑽到簇擁著蔣經國的人群裡逼近他身邊時舉槍欲擊發，一位機警的美方人員迅速由下往上將黃文雄持槍的手托高，因此子彈於蔣經國頭上約20公分飛過，並沒有打到蔣經國，而是射向飯店旋轉門上方的玻璃。黃文雄當場被制伏，被壓倒在地的黃文雄大喊：「Let me stand up like a Taiwanese!」（讓我像個台灣人一樣地站起來！）見狀上前搶救的鄭自才也被警棍擊倒在地，頭部流血受傷而被送到醫院急救。兩人在被押進美國警車時，仍一直高喊：「台灣獨立萬歲！」

## 刺蔣案後續發展
黃文雄、鄭自才兩人被送到紐約市西第五十四街管區警局，並於4月29日被曼哈頓法院起訴。黃文雄被控殺人未遂、攜帶危險武器、妨害公務等。鄭自才被控幫助殺人未遂與妨害公務。四二四刺蔣的槍聲，立即引起全世界對台灣獨立運動的注目，美國、日本、歐洲、加拿大各地的廣播電台與各大報紙均以頭條新聞大幅報導，同時也掀起海外台獨運動的高潮。為了救援黃文雄和鄭自才，海外同鄉設立「台灣人權訴訟基金」（Formosan Civil Liberty Defense Fund），各地發起救援募款以籌措黃、鄭二人的保釋金20萬美元，並分別在5月26日（鄭，9萬）和7月8日（黃，11萬）將二人保釋出獄。
刺蔣案後，台獨聲勢一度如日中天，但沒多久台派對於後續要怎麼發展的問題，聯盟也就陷入路線分裂危機，內部存在「行動派」與「和平派」兩派路線爭執，是台派歷史發展的重要分水嶺，後黃文雄與鄭自才都離開台獨聯盟。
後來黃文雄與鄭自才棄保潛逃。鄭自才前往瑞典尋求政治庇護，不過在1972年遭引渡回美國並被判刑5年，在服刑8個月後獲得假釋，先後定居於瑞典與加拿大，1991年偷渡回台灣；黃文雄則從此未曾露面，一直到1996年春季經過26年的流亡才偷渡回台灣公開露面。假若黃文雄當時未參與刺蔣案，可能會是台灣第一位留美的社會學博士。
黃文雄日後受訪時表示：
|  | 我只是想要重新打開政治的可能性。自己行動之前已經審慎評估與思考，目的非常有限，只是希望能夠打亂當時蔣家接班計畫，重新挑起國民黨內的權力鬥爭，藉此鬆動當時的高壓統治，為臺灣的政治社會發展打開讓人民喘息的空隙。……這是場政治運動，我要針對的是制度而非個人。不該高估他開槍這件事，高額交保費的籌措，對國民黨政權的衝擊應該更大。 |

## 回台灣推展人權運動
1992年，黃文雄主動找上在歐洲訪問的陳菊，陳菊回台後於《自立早報》刊載〈二十一年生死兩茫茫——喜見刺蔣案黃文雄志士〉一文，台灣人才首次得知黃文雄「別來無恙」。
1996年4月，黃文雄以偷渡方式入境台灣，5月6日公開現身並發表聲明。偷渡入境的黃文雄後來雖被起訴，但勝訴而獲判無罪。
黃文雄反對所謂將來民主中國的統一。他認為因應之道是「努力把民主化推廣到社會生活的其他領域」，尤其要「建立東方社會市民自我組織」，並表示「將投身台灣的社會運動」。黃文雄表示他返台後花了半年的時間，深入瞭解台灣各地，除了曾提出「台北≠台灣」的觀點外，也認為必須以人權、民主理念豐富台獨運動的內涵。因此，他選擇以人權運動作為他的主要工作目標。1998年1月，黃文雄當選台灣人權促進會會長。
2000年，陳水扁當選總統。由於陳水扁競選期間接受黃文雄的建議，在首次就職演說中列入有關人權政策與人權立法之文字，黃文雄辭去台灣人權促進會執行委員之職，接受陳水扁的邀請擔任總統府國策顧問。陳水扁後來並請黃文雄擔任外交部無任所大使、總統府人權諮詢小組委員，繼續為台灣及其他各國的人權運動奮鬥。但是黃文雄發現，陳水扁政府沒有積極推動人權政策，導致一些人權法案被「卡」在立法院；尤其是行政院與內政部提出「全民指紋建檔」一案，明顯侵犯民眾隱私權，甚至在無形之中預設全體台灣人民都是「預謀犯罪者」，加深了黃文雄對陳水扁政府的不滿。2005年5月24日，黃文雄與台灣人權促進會、中國人權協會等人權團體合組「拒按指紋524行動聯盟」，公開反對全民指紋建檔。2005年6月10日，針對「全民指紋建檔」一案，司法院大法官公布司法院釋字第599號解釋，宣告該案法源「《戶籍法》第八條第二項、第三項及以按捺指紋始得請領或換發新版國民身分證之相關規定」暫時停止適用。2005年9月28日，針對「全民指紋建檔」一案，司法院大法官公布司法院釋字第603號解釋，宣告該案法源應不再適用。2005年10月，黃文雄辭去國策顧問職位，轉任台灣人權促進會顧問。
2006年12月4日，黃文雄在台灣綠黨網站發表〈我為甚麼支持綠黨？〉一文，公開表態支持台灣綠黨的理念以拓寬台灣的多元政治光譜，並批評泛藍與泛綠關懷的議題主要侷限於國家認同與省籍差異而非公共議題。
2013年，兩公約施行監督聯盟首任召集人黃文雄表示，「拆大埔」的不公不義已是全國共識，年輕人突襲蛋洗行政院正是經典的「公民不服從」的表現，如果好好看他們事先準備的新聞稿，就會知道他們完全知道自己在做什麼，不只有負面的批評，也有正面的建議，而且已經準備好付出法律懲罰的代價。

## 獲選政大傑出校友
2012年5月中，政大舉辦85周年校慶並頒授第一屆「傑出校友獎」，時任台灣促進和平基金會董事長的黃文雄獲頒傑出校友，但他未出席領獎並表示「本來就對這類東西不感興趣」，不想多談個人，但憂心馬英九政府主政時期人權倒退。
政大傳播學院副院長陳百齡說，不知何時開始新聞系畢業生名單上「漏列」黃文雄，直到1995年新聞系60周年慶整理資料，發現校友資料沒有黃文雄的名字才補上。黃文雄從被系上除名到成為首屆傑出校友，見證台灣社會走向多元開放。傳播學院頒獎的理由包括「如果沒有那一槍，台灣就沒有後來的民主。」參與黃文雄刺蔣計畫的另一位留美學生鄭自才，其胞弟鄭自隆也在政大廣告系任教；對於黃當選傑出校友，鄭自隆肯定校方心胸開闊。
「政大新聞教育六十週年紀念」刊物之一的《一步一脚印》一書記載：「本系廿一期畢業系友黃文雄，在紐約布拉薩飯店前開槍狙擊當時訪美的行政院副院長蔣經國，為推翻國民黨政權，不惜犧牲生命，更不論學位、婚姻和前途幸福，可憐至今仍然埋名漂萍天涯。」
新聞系主任林元輝說，黃文雄是國內首屈一指的人權鬥士，台灣當前的民主自由，是黃文雄等多位人權先驅革命換來的結果，獲頒首屆傑出校友當之無愧。該系在推薦事蹟上肯定其貢獻如下：
|  | 一、長年在海外與國內行事民主與人權運動，知行合一，不計毀譽，特立獨行。一度擔任國策顧問，戳力推動人權立法與人權政策；理想未能實現時，於領導反對全民指紋建檔一役成功（大法官599、603號解釋令）後，毅然辭職，不受挽留。 二、回國十六年來，以促進公民社會為職志，以「全職公民」（full-time citizen）自勉，参與社會運動及人權運動，於串聯國內社運與國際社運、橋接人權立法與國際規範，以及培養新世代社運工作者等，着力尤深，堪稱公共知識份子之範例。 |

台灣戒嚴史專家、國立臺北教育大學台灣文化所教授李筱峰說，蔣介石曾任政大校長，校方能跳出政治意識形態，值得肯定。因政大前身為國民黨中央黨務學校，有網友稱「黨校進步了」。